# Sturmgeschütz-Brigade 393
De Sturmgeschütz-Brigade 393 / Heeres-Sturmgeschütz-Brigade 393 was tijdens de Tweede Wereldoorlog een Duitse Sturmgeschütz-eenheid van de Wehrmacht ter grootte van een afdeling, uitgerust met gemechaniseerd geschut. Deze eenheid was een zogenaamde Heerestruppe, d.w.z. niet direct toegewezen aan een divisie, maar ressorterend onder een hoger commando, zoals een legerkorps of leger.
Deze Sturmgeschütz-eenheid kwam in actie in de noordelijke sector van het oostfront gedurende zijn hele bestaan en eindigde in Koerland.

## Krijgsgeschiedenis

### Sturmgeschütz-Brigade 393
Sturmgeschütz-Brigade 393 werd opgericht in Schweinfurt op 10 maart 1944. Daarna werd de Abteilung naar Tours, onder “Aufstellungsstab West” gebracht voor training. Eind april was de training afgesloten, maar had de brigade nog steeds geen Sturmgeschützen gekregen. Begin mei ging de brigade dan op transport naar Oksbøl in Denemarken. Hier ontving de brigade medio mei een deel van de Sturmgeschützen.
Op 10 juni 1944 werd de brigade omgedoopt in Heeres-Sturmgeschütz-Brigade 393.

### Heeres-Sturmgeschütz-Brigade 393
Ook nu betekende de omdoping geen organisatorische verandering, de samenstelling bleef opnieuw gelijk. De rest van de Sturmgeschützen werden pas op 22 juni in Strellev ontvangen. Maar de brigade kreeg niet lang om te oefenen. Tegen 1 juli was de brigade het land uit. Via Oost-Pruisen werd de brigade naar het gebied van Minsk vervoerd. Maar wegens een opgeblazen spoorbrug werd de brigade omgeleid naar Daugavpils en daar meteen na uitladen ingezet tegen de oprukkende Sovjettroepen. Na deze gevechten werd de brigade overgebracht naar de noordelijke sector van Heeresgruppe Nord en vocht rond Tartu en trok daarna via Riga naar het Koerlandbruggenhoofd. In winter 1944/45 werd de brigade omgedoopt in Heeres-Sturmartillerie-Brigade 393, maar dit lijkt een papieren aanpassing te zijn. De brigade bleef in actie in meerdere Koerland-slagen.

### Einde
De Heeres-Sturmgeschütz-Brigade 393 capituleerde op 9 mei 1945 in Koerland.

## Samenstelling
- Staf
- 1e Batterij
- 2e Batterij
- 3e Batterij

## Commandanten
| Rang      | Naam               | Begin          | Eind           |
| --------- | ------------------ | -------------- | -------------- |
| Hauptmann | Pelikan            | april 1944     | juli 1944 †    |
| Hauptmann | Hoffmann           | juli 1944      | september 1944 |
| Hauptmann | Karl-Ludwig Barths | september 1944 | 8 mei 1945     |

Hauptmann Pelikan sneuvelde tijdens een terugtrekactie. Hauptmann Hoffmann raakte gewond.